# 開志創造高等学校
開志創造高等学校（かいしそうぞうこうとうがっこう）は、新潟県新潟市中央区に2025年4月1日開校の私立高校である。

## 概要
2024年8月6日に新潟県から2025年開校として設置が認可され、10月に開志専門職大学の4階に設けることが発表された。また他県にサポート校を設置するため広域通信制高校となる。

## 沿革
- 2024年（令和6年）8月6日：新潟県から設置が認可される。[3]

- 2025年（令和7年）4月1日：開校[4]。

## 交通アクセス
- 新潟交通 S6 長潟線・S7 スポーツ公園線 「弁天橋」バス停下車、徒歩約1分